# Lamar Hunt U.S. Open Cup 2018
Der Lamar Hunt U.S. Open Cup 2018 war die 105. Austragung des US-amerikanischen Fußballpokalwettbewerbs der Herren. Veranstalter des Turniers war die United States Soccer Federation.
Die Qualifikationen für dieses Turnier begannen bereits 2017, als die Mannschaften der USASA ihre Regionalmeisterschaften ausspielten. Der Sieger qualifiziert sich für die CONCACAF Champions League 2019.
Pokalsieger wurde Houston Dynamo.

## Teilnehmende Mannschaften
| direkt für die 4. Runde qualifiziert (alle US-Mannschaften der MLS) | direkt für die 4. Runde qualifiziert (alle US-Mannschaften der MLS) | direkt für die 4. Runde qualifiziert (alle US-Mannschaften der MLS) | direkt für die 4. Runde qualifiziert (alle US-Mannschaften der MLS) |
| --- | --- | --- | --- |
| - Atlanta United - Chicago Fire - Colorado Rapids - Columbus Crew - D.C. United | - FC Dallas - Houston Dynamo - Los Angeles FC - Los Angeles Galaxy - Minnesota United | - New England Revolution - New York City FC - New York Red Bulls - Orlando City - Philadelphia Union | - Portland Timbers - Real Salt Lake - San José Earthquakes - Seattle Sounders FC - Sporting Kansas City |
| direkt für die 2. Runde qualifiziert (alle US-Mannschaften der USL) | | | |
| - Charleston Battery - Charlotte Independence - Colorado Springs Switchbacks - FC Cincinnati - Fresno FC - Indy Eleven | - Las Vegas Lights - Louisville City FC - Nashville SC - North Carolina FC - Oklahoma City Energy - Orange County SC | - Penn FC - Phoenix Rising - Pittsburgh Riverhounds - Reno 1868 FC - Richmond Kickers - Sacramento Republic | - Saint Louis FC - San Antonio FC - Tampa Bay Rowdies - Tulsa Roughnecks |
| Teilnehmer der 1. Runde (Mannschaften der NPSL, USL PDL, sowie lokale Qualifikanten der USASA) | | | |
| - AFC Ann Arbor (NPSL) - CD Aguiluchos USA (NPSL) - Dakota Fusion FC (NPSL) - Detroit City FC (NPSL) - Duluth FC (NPSL) - Elm City Express (NPSL) - Erie Commodores FC (NPSL) - FC Arizona (NPSL) - FC Motown (NPSL) - FC Wichita (NPSL) - Fort Worth Vaqueros (NPSL) - Inter Nashville FC (NPSL) - Kingston Stockade FC (NPSL) | - Kitsap Soccer Club (NPSL) - Miami United FC (NPSL) - Midland-Odessa Sockers (NPSL) - New Orleans Jesters (NPSL) - Orange County FC (NPSL) - Charlotte Eagles (USL PDL) - FC Golden State Force (USL PDL) - FC Tucson (USL PDL) - Lakeland Tropics (USL PDL) - Long Island Rough Riders (USL PDL) - Michigan Bucks (USL PDL) - Mississippi Brilla (USL PDL) - Myrtle Beach Mutiny (USL PDL) | - New York Red Bulls U23 (USL PDL) - Ocean City Nor’easters (USL PDL) - OKC Energy U23 (USL PDL) - Portland Timbers U23 (USL PDL) - Reading United AC (USL PDL) - San Francisco City FC (USL PDL) - Seacoast United Phantoms (USL PDL) - SIMA Águilas (USL PDL) - South Georgia Tormenta FC (USL PDL) - Western Mass Pioneers (USL PDL) - Azteca FC (LQ) - Christos FC (LQ) - FC Denver (LQ) | - FC Kendall (LQ) - Kendall Wanderers (LQ) - La Máquina FC (LQ) - Lansdowne Bhoys FC (LQ) - LA Wolves FC (LQ) - NTX Rayados (LQ) - Red Force FC (LQ) - Rochester Lancers (LQ) - Santa Ana Winds FC (LQ) - Sporting Arizona FC (LQ) |
| Teilnehmer der Play-in-Runde (Mannschaften der NPSL und der PDL) | | | |
| - Brooklyn Italians (NPSL) - Jacksonville Armada (NPSL) | - Miami FC 2 (NPSL) - New York Cosmos B (NPSL) | - FC Miami City (PDL) | - The Villages SC (PDL) |

## Vorrunde
| Datum                  |                        | Ergebnis |                             |
| ---------------------- | ---------------------- | -------- | --------------------------- |
| 6. Mai 2018, 19:00 EDT | The Villages SC (IV)   | 1:2      | Jacksonville Armada FC (IV) |
| 6. Mai 2018, 19:00 EDT | FC Miami City (IV)     | 1:3      | Miami FC 2 (IV)             |
| 6. Mai 2018, 20:00 EDT | Brooklyn Italians (IV) | 3:2      | New York Cosmos B (IV)      |

## Erste Runde
Die erste Runde wurde am 8. und 9. Mai 2018 ausgetragen. 
| Datum                  |                               | Ergebnis  |                                |
| ---------------------- | ----------------------------- | --------- | ------------------------------ |
| 8. Mai 2018, 19:00 PDT | Portland Timbers U23s (IV)    | 5:0       | Kitsap Soccer Club (IV)        |
| 9. Mai 2018, 18:00 EDT | AFC Ann Arbor (IV)            | 0:3       | Ocean City Nor’easters (IV)    |
| 9. Mai 2018, 19:00 EDT | Miami FC 2 (IV)               | 4:0       | Red Force FC (V)               |
| 9. Mai 2018, 19:00 EDT | Western Mass Pioneers (IV)    | 1:2       | Elm City Express (V)           |
| 9. Mai 2018, 19:00 EDT | FC Motown (IV)                | 2:1       | New York Red Bulls U-23 (IV)   |
| 9. Mai 2018, 19:00 EDT | Reading United AC (IV)        | 5:4 n. E. | Christos FC (V)                |
| 9. Mai 2018, 19:00 EDT | Erie Commodores FC (IV)       | 5:4 n. E. | Rochester RiverDogz (IV)       |
| 9. Mai 2018, 19:00 EDT | SIMA Águilas (IV)             | 0:2       | Jacksonville Armada FC (IV)    |
| 9. Mai 2018, 19:00 EDT | Charlotte Eagles (IV)         | 1:6       | Inter Nashville FC (IV)        |
| 9. Mai 2018, 19:30 EDT | Myrtle Beach Mutiny (IV)      | 1:2       | South Georgia Tormenta FC (IV) |
| 9. Mai 2018, 19:30 EDT | Seacoast United Phantoms (IV) | 7:6 n. E. | Kendall Wanderers (V)          |
| 9. Mai 2018, 19:30 EDT | Miami United FC (IV)          | 5:2       | FC Kendall (V)                 |
| 9. Mai 2018, 19:30 EDT | Detroit City FC (IV)          | 5:4 n. E. | Michigan Bucks (IV)            |
| 9. Mai 2018, 19:30 EDT | Brooklyn Italians (IV)        | 0:2       | Lansdowne Bhoys FC (V)         |
| 9. Mai 2018, 20:00 EDT | Long Island Rough Riders (IV) | 6:3 n. V. | Kingston Stockade FC (IV)      |
| 9. Mai 2018, 19:00 CDT | New Orleans Jesters (IV)      | 3:4 n. E. | Mississippi Brilla (IV)        |
| 9. Mai 2018, 19:00 CDT | FC Wichita (IV)               | 3:1       | OKC Energy U23 (IV)            |
| 9. Mai 2018, 19:00 CDT | Duluth FC (IV)                | 7:4 n. E. | Dakota Fusion FC (IV)          |
| 9. Mai 2018, 19:30 CDT | Midland-Odessa Sockers (IV)   | 3:0       | Lakeland Tropics (IV)          |
| 9. Mai 2018, 19:30 CDT | NTX Rayados (V)               | 2:1 n. V. | Fort Worth Vaqueros FC (IV)    |
| 9. Mai 2018, 18:00 PDT | CD Aguiluchos USA (IV)        | 0:4       | San Francisco City FC (IV)     |
| 9. Mai 2018, 19:15 MDT | FC Denver (IV)                | 4:2       | Azteca FC (V)                  |
| 9. Mai 2018, 19:00 PDT | FC Golden State Force (IV)    | 3:1       | L.A. Wolves FC (IV)            |
| 9. Mai 2018, 19:00 PDT | Orange County FC (IV)         | 3:0       | Santa Ana Winds FC (V)         |
| 9. Mai 2018, 19:00 MST | FC Arizona (IV)               | 0:1       | Sporting Arizona FC (V)        |
| 9. Mai 2018, 19:30 MST | FC Tucson (IV)                | 2:1       | La Máquina FC (V)              |

## Zweite Runde
Die zweite Runde wurde am 16. Mai 2018 ausgetragen. 
| Datum                   |                                      | Ergebnis  |                                |
| ----------------------- | ------------------------------------ | --------- | ------------------------------ |
| 16. Mai 2018, 19:00 EDT | North Carolina FC (II)               | 3:0       | Lansdowne Bhoys FC (V)         |
| 16. Mai 2018, 19:00 EDT | Erie Commodores FC (IV)              | 1:2       | Pittsburgh Riverhounds SC (II) |
| 16. Mai 2018, 19:00 EDT | Reading United AC (IV)               | 4:5 n. E. | Richmond Kickers (II)          |
| 16. Mai 2018, 19:00 EDT | Louisville City FC(II)               | 5:0       | Long Island Rough Riders (IV)  |
| 16. Mai 2018, 19:00 EDT | FC Motown (IV)                       | 1:3       | Penn FC (II)                   |
| 16. Mai 2018, 19:00 EDT | Charleston Battery(IV)               | 1:0       | South Georgia Tormenta FC (IV) |
| 16. Mai 2018, 19:30 EDT | Charlotte Independence (II)          | 1:3       | Ocean City Nor’easters (IV)    |
| 16. Mai 2018, 19:30 EDT | Seacoast United Phantoms(II)         | 0:2       | Elm City Express (IV)          |
| 16. Mai 2018, 19:30 EDT | FC Cincinnati (II)                   | 4:1 n. V. | Detroit City FC (IV)           |
| 16. Mai 2018, 19:00 CDT | Mississippi Brilla(II)               | 1:0       | Indy Eleven (II)               |
| 16. Mai 2018, 19:00 CDT | Tulsa Roughnecks FC (II)             | 3:4       | FC Wichita (IV)                |
| 16. Mai 2018, 19:00 CDT | Duluth FC (IV)                       | 0:2       | Saint Louis FC (II)            |
| 16. Mai 2018, 17:00 PDT | Sacramento Republic FC (II)          | 3:1       | San Francisco City FC (IV)     |
| 16. Mai 2018, 20:30 EDT | Jacksonville Armada(IV)              | 1:0       | Tampa Bay Rowdies (II)         |
| 16. Mai 2018, 20:30 EDT | Miami FC 2 (IV)                      | 1:3       | Miami United FC (IV)           |
| 16. Mai 2018, 19:30 EDT | Nashville SC (II)                    | 2:0       | Inter Nashville FC (IV)        |
| 16. Mai 2018, 19:30 CDT | NTX Rayados (V)                      | 5:2 n. V. | OKC Energy FC (II)             |
| 16. Mai 2018, 19:30 CDT | Midland-Odessa Sockers(IV)           | 0:4       | San Antonio FC (II)            |
| 16. Mai 2018, 19:00 MDT | Colorado Springs Switchbacks FC (II) | 3:2       | FC Denver (V)                  |
| 16. Mai 2018, 19:30 MST | Sporting Arizona FC (V)              | 6:5 n. E. | Phoenix Rising FC (II)         |
| 16. Mai 2018, 19:00 PDT | Fresno FC (II)                       | 2:0       | Orange County FC (IV)          |
| 16. Mai 2018, 19:00 PDT | Orange County SC (II)                | 2:4       | FC Golden State Force (IV)     |
| 16. Mai 2018, 19:30 PDT | Reno 1868 FC (II)                    | 7:3       | Portland Timbers U23s (IV)     |
| 16. Mai 2018, 19:30 PDT | Las Vegas Lights FC(II)              | 4:2       | FC Tucson (IV)                 |

## Dritte Runde
Die dritte Runde wurde am 22. und 23. Mai 2018 ausgetragen. 
| Datum                   |                                | Ergebnis  |                                      |
| ----------------------- | ------------------------------ | --------- | ------------------------------------ |
| 22. Mai 2018, 19:00 EDT | North Carolina FC (II)         | 4:1       | Ocean City Nor’easters (IV)          |
| 23. Mai 2018, 19:00 EDT | Pittsburgh Riverhounds SC (II) | 1:3       | FC Cincinnati (II)                   |
| 23. Mai 2018, 19:00 EDT | Richmond Kickers (II)          | 3:2       | Penn FC (II)                         |
| 23. Mai 2018, 19:00 EDT | Charleston Battery(II)         | 5:0       | Elm City Express (IV)                |
| 23. Mai 2018, 19:00 EDT | Louisville City FC(II)         | 1:0       | Saint Louis FC (II)                  |
| 23. Mai 2018, 19:00 EDT | Jacksonville Armada (IV)       | 0:2       | Miami United FC (IV)                 |
| 23. Mai 2018, 19:30 CDT | NTX Rayados (V)                | 3:2       | FC Wichita (IV)                      |
| 23. Mai 2018, 19:30 CDT | Nashville SC (II)              | 3:1       | Mississippi Brilla (II)              |
| 23. Mai 2018, 19:30 CDT | San Antonio FC (II)            | 6:4 n. E. | Colorado Springs Switchbacks FC (II) |
| 23. Mai 2018, 19:30 MST | Sporting Arizona FC (IV)       | 1:2 n. V. | Fresno FC (II)                       |
| 23. Mai 2018, 19:00 PDT | FC Golden State Force (IV)     | 2:1       | Las Vegas Lights FC (II)             |
| 23. Mai 2018, 19:30 PDT | Reno 1868 FC (II)              | 0:1       | Sacramento Republic FC (II)          |

## Vierte Runde
Die dritte Runde wurde am 5. und 6. Juni 2018 ausgetragen. Hier stiegen die 20 US-Mannschaften aus der MLS ein.
| Datum                   |                            | Ergebnis   |                            |
| ----------------------- | -------------------------- | ---------- | -------------------------- |
| 5. Juni 2018, 19:00 EDT | Philadelphia Union (I)     | 5:0        | Richmond Kickers (II)      |
| 5. Juni 2018, 19:00 EDT | Louisville City FC (II)    | 3:2        | New England Revolution (I) |
| 5. Juni 2018, 19:00 EDT | D.C. United (I)            | 4:3 n. E.  | Penn FC (II)               |
| 6. Juni 2018, 19:00 EDT | Columbus Crew (I)          | 9:10 n. E. | Chicago Fire (I)           |
| 6. Juni 2018, 19:30 EDT | New York Red Bulls (I)     | 4:0        | New York City FC (I)       |
| 6. Juni 2018, 19:30 EDT | Miami United FC (IV)       | 0:3        | Orlando City (I)           |
| 6. Juni 2018, 19:30 CDT | Atlanta United (I)         | 3:0        | Charleston Battery (II)    |
| 6. Juni 2018, 19:30 CDT | FC Cincinnati (II)         | 1:3 n. E.  | Minnesota United (I)       |
| 6. Juni 2018, 19:30 CDT | Nashville SC (II)          | 2:0        | Colorado Rapids (I)        |
| 6. Juni 2018, 19:30 MST | Houston Dynamo (I)         | 5:0        | NTX Rayados (V)            |
| 6. Juni 2018, 19:30 PDT | San Antonio FC (II)        | 0:1        | FC Dallas (I)              |
| 6. Juni 2018, 19:30 PDT | Real Salt Lake (I)         | 0:2        | Sporting Kansas City (I)   |
| 6. Juni 2018, 19:30 PDT | Los Angeles FC (I)         | 2:0        | Fresno FC (II)             |
| 6. Juni 2018, 19:30 PDT | LA Galaxy (I)              | 3:1        | FC Golden State Force (IV) |
| 6. Juni 2018, 19:30 PDT | Portland Timbers (I)       | 2:0        | San José Earthquakes (I)   |
| 6. Juni 2018, 20:00 PDT | Sacramento Republic FC(II) | 2:1 n. V.  | Seattle Sounders (I)       |

## Achtelfinale
Das Achtelfinale wurde zwischen dem 15. und dem 20. Juni 2018 ausgetragen.
| Datum                    |                         | Ergebnis  |                             |
| ------------------------ | ----------------------- | --------- | --------------------------- |
| 15. Juni 2018, 20:00 EDT | Portland Timbers (I)    | 1:0       | LA Galaxy (I)               |
| 16. Juni 2018, 19:00 EDT | Philadelphia Union (I)  | 2:1       | New York Red Bulls (I)      |
| 16. Juni 2018, 20:00 EDT | Sporting Kansas City(I) | 3:2       | FC Dallas (I)               |
| 18. Juni 2018, 19:30 EDT | Houston Dynamo (I)      | 1:0       | Minnesota United (I)        |
| 20. Juni 2018, 19:00 EDT | D.C. United (I)         | 2:4 n. E. | Orlando City (I)            |
| 20. Juni 2018, 19:00 EDT | Louisville City FC (II) | 2:1       | Nashville SC (II)           |
| 20. Juni 2018, 19:30 CDT | Atlanta United (I)      | 0:1       | Chicago Fire (I)            |
| 20. Juni 2018, 19:30 CDT | Los Angeles FC (I)      | 3:2       | Sacramento Republic FC (II) |

## Viertelfinale
Das Viertelfinale wurde am 18. Juli 2018 ausgetragen.
| Datum                    |                        | Ergebnis |                          |
| ------------------------ | ---------------------- | -------- | ------------------------ |
| 18. Juli 2018, 19:00 EDT | Philadelphia Union (I) | 1:0      | Orlando City (I)         |
| 18. Juli 2018, 19:30 EDT | Chicago Fire (I)       | 4:0      | Louisville City FC (II)  |
| 18. Juli 2018, 19:30 EDT | Houston Dynamo (I)     | 4:2      | Sporting Kansas City (I) |
| 18. Juli 2018, 19:30 EDT | Los Angeles FC (I)     | 3:2      | Portland Timbers (I)     |

## Halbfinale
Das Halbfinale wurde am 8. August 2018 ausgetragen.
| Datum                     |                        | Ergebnis  |                    |
| ------------------------- | ---------------------- | --------- | ------------------ |
| 8. August 2018, 19:00 EDT | Philadelphia Union (I) | 3:0       | Chicago Fire (I)   |
| 8. August 2018, 19:30 EDT | Houston Dynamo (I)     | 7:6 n. E. | Los Angeles FC (I) |

## Finale
| Houston Dynamo                                              | Houston Dynamo | Philadelphia Union | Philadelphia Union | Aufstellung                                         |
| ----------------------------------------------------------- | --- | --- | ------------------ | --------------------------------------------------- |
| Houston Dynamo                                              | \| 26. September 2018 in Houston, Texas (BBVA Compass Stadium) \| \| Ergebnis: 3:0 (2:0) \| \| Zuschauer: 16.060 \| \| Schiedsrichter: Nima Saghafi \| \| Spielbericht \| | \| 26. September 2018 in Houston, Texas (BBVA Compass Stadium) \| \| Ergebnis: 3:0 (2:0) \| \| Zuschauer: 16.060 \| \| Schiedsrichter: Nima Saghafi \| \| Spielbericht \|                                                                              | Philadelphia Union | Aufstellung Houston Dynamo gegen Philadelphia Union |
| Houston Dynamo                                              | Joe Willis – Alejandro Fuenmayor, Andrew Wenger, DaMarcus Beasley, Philippe Senderos (41. Kevin Garcia) – Alberth Elis, Juan Cabezas, Romell Quioto (83. Memo Rodríguez), Tomás Martínez, Boniek García (78. Darwin Cerén) – Mauro Manotas Cheftrainer: Wílmer Cabrera ( Kolumbien) | Andre Blake – Auston Trusty, Jack Elliott, Keegan Rosenberry, Raymon Gaddis – Alejandro Bedoya, Bořek Dočkal (78. David Accam), C.J. Sapong, Fafà Picault, Haris Medunjanin (89. Derrick Jones) – Cory Burke (68. Jay Simpson) Cheftrainer: Jim Curtin | Philadelphia Union | Aufstellung Houston Dynamo gegen Philadelphia Union |
| Houston Dynamo                                              | 1:0 Manotas (4.) 2:0 Manotas (25.) 3:0 Trusty (65., Eigentor) | | Philadelphia Union | Aufstellung Houston Dynamo gegen Philadelphia Union |
| Houston Dynamo                                              | Martínez (53.), Manotas (61.), García (69.) | Dočkal (51.) | Philadelphia Union | Aufstellung Houston Dynamo gegen Philadelphia Union |
| Houston Dynamo                                              | Spieler des Spiels: Mauro Manotas | | Philadelphia Union | Aufstellung Houston Dynamo gegen Philadelphia Union |
| 26. September 2018 in Houston, Texas (BBVA Compass Stadium) | | |                    |                                                     |
| Ergebnis: 3:0 (2:0)                                         | | |                    |                                                     |
| Zuschauer: 16.060                                           | | |                    |                                                     |
| Schiedsrichter: Nima Saghafi                                | | |                    |                                                     |
| Spielbericht                                                | | |                    |                                                     |